# 松永嘉夫
松永 嘉夫（まつなが よしお、1933年12月15日 - 1996年11月3日）は、日本の経済学者。
愛知県名古屋市出身。愛知県立旭丘高等学校を経て、1956年名古屋大学経済学部卒、1961年名古屋大学大学院経済学研究科博士課程満期退学、1965年「対外流動準備の機能に関する研究 適正対外流動準備の理論」で経済学博士。名大助手、1964年名古屋市立大学講師、1965年助教授、1971年教授、経済学部長。1994年名誉教授、1991年早稲田大学商学部教授。1996年定年退任、中部大学教授。

## 著書
- 『外貨準備と経済成長』ダイヤモンド社 1967
- 『「円」の経済学 円は切り上げるべきか』講談社現代新書 1970
- 『為替相場からみた日本経済 円高は経済の落日を招くか』有斐閣選書 1981
- 『日本経済・再発展の条件 肥満型経済からどう脱出するか』PHP研究所 1983
- 『日本貿易論』有斐閣 1993

### 共編著
- 『世界経済と貿易政策』小島清共編 ダイヤモンド社 1972
- 『国際経済論』島野卓爾共著 青林書院新社 青林双書 1976
- 『国際経済入門』池本清、深海博明、矢野恵二共著 有斐閣新書 1978
- 『世界経済のなかの日本経済』竹内宏共編 有斐閣選書 1979
- 『日本経済21世紀へのシナリオ』竹内宏共編 有斐閣選書 1986
- 『新国際経済教室 新しい国際経済体制と日本の対応を考える』渡部福太郎共編 有斐閣選書 1992

### 翻訳
- ロバート・トリフィン『国際通貨制度入門 歴史・現状・展望』柴田裕共訳 ダイヤモンド社 1968

## 論文
- <松永嘉夫